# Янибаєвська сільська рада (Зіанчуринський район)
Яниба́євська сільська рада (рос. Яныбаевский сельский совет) — муніципальне утворення у складі Зіанчуринського району Башкортостану, Росія. Адміністративний центр — присілок Янибаєво.

## Населення
Населення — 1331 особа (2019, 1565 в 2010, 1757 в 2002).

## Склад
В склад поселення входять такі населені пункти:
| Населений пункт              | Населення, осіб (2002) | Населення, осіб (2010) |
| ---------------------------- | ---------------------- | ---------------------- |
| Башкирський Бармак, присілок | 117                    | 95                     |
| Верхнє Мамбетшино, присілок  | 280                    | 265                    |
| Георгієвський, хутір         | 9                      | 3                      |
| Калінінський, хутір          | 36                     | 17                     |
| Кизилярово, присілок         | 114                    | 98                     |
| Кужанак, присілок            | 499                    | 420                    |
| Нижнє Мамбетшино, присілок   | 97                     | 75                     |
| Янибаєво, присілок           | 605                    | 592                    |